# Do (zangeres)
Do, artiestennaam van Dominique Rijpma van Hulst (Valkenswaard, 7 september 1981), is een Nederlandse zangeres en presentatrice.

## Zangcarrière
Dominique Rijpma, beter bekend als Do, werd geboren en groeide op in Valkenswaard. In haar jeugd speelde zij tennis. Op haar 15e moest ze zich gaan voorbereiden voor het tennistoernooi Wimbledon. Ze besloot echter door een zware blessure, na een zware val, een einde te maken aan haar tenniscarrière en zich toe te leggen op muziek.
Na haar eerste optreden, in café Old Dutch in Valkenswaard, kreeg ze direct een platencontract aangeboden. Ze veranderde haar naam in Do. In een uitverkocht Ahoy' stond ze zowel in het voorprogramma van 5ive als van Montell Jordan. Rond die tijd verscheen ook haar eerste single Real good en hoewel de videoclip vrij regelmatig op TMF voorbij kwam, kwam het nummer niet in de hitlijsten terecht.

### 2000–2004: De doorbraak metHeaven
In 2001 werd Do door DJ Sammy gevraagd een trance-versie van Heaven van Bryan Adams op te nemen. In 2002 brak ze hier internationaal mee door. Na dit succes werd het nummer tevens als ballad uitgebracht, die ook hoog in de hitlijsten kwam. Haar tweede single On and on was wederom een dancenummer, deze keer opgenomen met alleen Yanou. Het nummer behaalde ook hoge posities in de Europese hitlijsten.
In 2003 nam ze een akoestische versie van de hit Heaven op, die opnieuw hoog in de Nederlandse hitlijsten terechtkwam. Eigenlijk betekende dit pas haar echte doorbraak in eigen land. In april 2003 verzorgde de zangeres het voorprogramma van het Nederlandse concert van Westlife en stond ze ook met de groep op het podium tijdens de TMF Awards. Glenn Corneille was vanaf dat moment haar vaste muzikale begeleider en vanaf september ook de bandleider van de nieuwe popband rondom Do. Er werd gewerkt aan de realisatie van Do's debuutalbum dat voor 2004 gepland stond.

### 2004–2005: Succes in Nederland
In 2004 werd de zangeres benaderd door Marco Borsato om met hem het duet Voorbij op te nemen. Kort nadat Voorbij was uitgekomen, werd het een nummer 1-hit. Tijdens de TMF Awards sleepte de zangeres de prijs voor beste zangeres in de wacht.
De nummers van het debuutalbum waren inmiddels zo goed als klaar. Als nieuwe single werd gekozen voor het funky-achtige Love is killing me, waarmee de zangeres weer een heel andere kant van zichzelf liet zien. Het nummer verscheen eind mei 2004 en behaalde de zesde plaats in de Top 40. Do's debuutalbum – simpelweg Do geheten – verscheen begin juni 2004 en kwam één week na verschijnen nieuw binnen op de derde plaats van de Album Top 100.
In september 2004 verscheen Do's single Angel by my side, tevens de titelsong van de Nederlandse speelfilm Ellis in Glamourland met Linda de Mol in de hoofdrol. De single haalde de tiende plaats in de Top 40. Hierna was de ballad I don't want to be your friend als single gepland, maar het management kreeg niet de rechten om het nummer (dat oorspronkelijk werd opgenomen door Cyndi Lauper) op single te lanceren. Net voor Kerstmis dat jaar, behaalde het album de gouden status in Nederland.
Ondanks Do's voormalige wereldsucces met de coverversie van Heaven, werd haar album niet internationaal uitgebracht. Voorlopig concentreerde de zangeres zich enkel op haar thuisland. Do sloot het jaar goed af met het uitbrengen van de kerstsingle Everyday is Christmas. Het nummer werd, samen met een kerstliedje van Trijntje Oosterhuis, uitgebracht door radiozender Sky Radio en behaalde de zevende plaats in de Top 40. Het leverde de zangeres opnieuw een gouden plaat op.
Op 1 januari 2005 werkte Do mee aan de benefietsingle Als je iets kan doen van Artiesten voor Azië. Het nummer kwam kort na verschijnen nieuw binnen op de eerste plaats van de Top 40. De opbrengsten van het nummer kwamen geheel ten goede aan de slachtoffers van de tsunami in Azië van Kerstmis 2004. Tijdens een landelijke geldinzameldag voor de ramp trad Do mee op tijdens een speciaal evenement van TMF en Radio 538 op de Dam in Amsterdam. De rest van het jaar hield de zangeres zich vrij stil. Achter de schermen werkte ze aan de voorbereidingen van haar tweede album, dat voor half 2005 gepland stond.

### 2005–2007: Tweede albumFollow Me
Op 23 augustus 2005 kwam Glenn Corneille, Do's muzikale begeleider, om het leven tijdens een auto-ongeluk. Hierna nam Do een pauze. Geholpen door producers Stephan Geuzenbroek en Frans Hendriks rondde ze de opnames van de nieuwe cd af. Half maart 2006 verscheen in Nederland een nieuwe single: Follow me. Het nummer werd geschreven door Bryan Adams, Billy Steinberg en Spice Girl Melanie C. Laatstgenoemde nam het liedje in 1999 al op als B-kant voor een single. Voor zijn dood had Glenn Corneille het arrangement van Follow me herschreven, waarmee het nummer een compleet nieuw leven in werd geblazen. De single verscheen als voorproefje van Do's tweede album (tevens Follow me geheten) en werd een bescheiden hit in de Nederlandse hitlijsten.
Half juni verscheen de zomerse single Beautiful thing. Voor opnames van de bijhorende clip reisde Do half mei 2006 naar Bonaire. Het album Follow me verscheen tevens in juni 2006 en bevatte liedjes van een aantal getalenteerde en hoog aangeschreven internationale songwriters. Do zelf schreef aan drie liedjes mee. Het repertoire bevatte verschillende elementen uit pop, country, soul, latin, jazz en gospel. We could, een liedje gecomponeerd door Glenn Corneille en met een tekst van diens weduwe Chantal Nijssen, werd gezien als eerbetoon aan de overleden muzikant. Beautiful thing behaalde de top 25 van de Nederlandse hitlijsten.
In het najaar van 2006 ging de zangeres de Nederlandse theaters af met de Follow Me theatertour. Vrijwel alle shows waren binnen korte tijd uitverkocht. Rond diezelfde periode verscheen het nummer Sending Me Roses op single, dat enkel te downloaden was op diverse Nederlandse muzieksites. In hetzelfde jaar deed Do ook mee aan een oudejaarsspecial van het programma Dancing with the Stars op RTL 4, waarin ze danste (en eerste werd) met danser en choreograaf Koen Brouwers.
Eind februari 2007 verscheen een nieuw opgenomen versie van het nummer I will, de laatste single van het album Follow me. Wegens weinig promo op radio en tv en het uitblijven van een videoclip, werd het nummer geen succes in de hitlijsten.
Do maakte in 2007 een grote tournee langs alle Holland Casino's in Nederland. Ook trad ze op tijdens het Voetballer van het Jaar-gala met Remco Bastiaansen en Charissa van Dipte.
In 2007 startte Do met de repetities voor de hoofdrol van de musical Assepoester, die in de Efteling te zien was van november 2007 tot maart 2008. De show trok meer dan 90.000 bezoekers. Na deze musical kreeg ze een aanbod voor een grote musical in Nederland, dat ze afwees, omdat ze zich wilde gaan concentreren op muziek.

### 2008–heden: Beëindiging contract en nieuwe muziek
In augustus 2008 maakte haar officiële website bekend dat Do's platencontract met Sony BMG ontbonden was. Het label en de zangeres gingen in goed overleg uit elkaar. In september 2008 verscheen The essential, een verzamelalbum waarmee haar contract werd beëindigd.
Do bracht dat jaar een concept-album uit, getiteld Zingen in het donker, waarvan de gelijknamige single in december 2009 uitkwam. Deze single was tevens de titelmuziek van de gelijknamige infofilm over huiselijk geweld, en werd in maar liefst vier talen opgenomen – behalve in het Nederlands zong Do deze ook in het Duits, Frans en Engels. De andere liedjes op het mini-album hebben ook te maken met het thema huiselijk geweld, en de opbrengsten van het album gingen naar het goede doel.
Samen met Boris schreef Do het duet The way you make me feel.
Op Witte Donderdag 21 april 2011 vertolkte Do een hoofdrol van Maria in The Passion, het muzikaal-Bijbelse evenement, dat jaar vanuit de binnenstad van Gouda. Het werd live uitgezonden door de EO en de RKK op televisie, radio en internet.
Van maart tot mei 2011 was Do een van de deelnemers van het TROS-programma De beste zangers van Nederland. Naar aanleiding van positieve reacties op haar vertolking van André Hazes' Zij gelooft in mij werd op 6 mei Do's aangepaste versie Hij gelooft in mij uitgebracht. Het nummer wist op de dag van verschijnen de tweede positie te bereiken in de Nederlandse iTunes-lijst, en kwam die week op nummer 1 binnen in de Single Top 100. Op 16 juli kreeg ze tijdens een optreden in Hengelo uit handen van Wolter Kroes een gouden plaat voor het nummer.
In 2011 nam Do met Pieter van der Zweep het duet Vijf jaar op, ter gelegenheid van het vijfjarig bestaan van radiostation 100% NL.
In december 2011 lanceerde de zangeres haar eerste kerstalbum Bubbles & bells, een plaat met bekende en minder bekende kerstklassiekers. De cd werd uitgebracht in samenwerking met winkelketen Sabon in de vorm van een kaDOpakket, en werd daarnaast apart verkocht bij Free Record Shop en V&D. Met een verkoop van 50 duizend exemplaren (Do's bestverkochte album tot dan toe) werd het album al kort na verschijnen met platina bekroond.
In 2012 werkte Do onder andere in Los Angeles aan nieuwe nummers, waarbij ze zich weer bezighield met het dance-genre. Ze verklaarde in onderhandeling te zijn met dj's Afrojack, Michael Mendoza en Quintino.
Eind 2013 ging Do een samenwerking met de Cubaans-Amerikaanse rapper Pitbull aan. Samen met hem en de Marokkaanse zanger Chawki zong ze Habibi I love you, dat op 22 november 2013 op single uitkwam. De track is geproduceerd door de producer RedOne. Begin 2014 was Do te horen op de single Blame it on love van dj Michael Mendoza. Naast de radioversie verschenen hiervan ook enkele remixen, zoals de Club Mix die op 18 januari uitkwam via Beatport.
Naast de single Ik wacht hier op jou, dat Do voor de geboorte van haar zoontje maakte, verscheen er begin 2014 ook een album met kinderliedjes: Drie kleine kleutertjes en een dappere dodo.
In 2015 nam de zangeres voor de tweede keer deel aan het tv-programma Beste Zangers. Vanwege de positieve reacties op het Nederlandstalige repertoire wat ze daarin vertolkte, besloot Do om een volledig Nederlandstalig album op te nemen. Daarvoor reisde ze af naar Frankrijk om in een kasteelboerderij met negen songwriters nieuwe liedjes te schrijven. Een van die nieuwe liedjes (Zonder Jou) werd uitgekozen als de titelsong van de Nederlandse speelfilm Rokjesdag. Oorspronkelijk zou het Nederlandstalige album in 2016 uitkomen, maar vanwege een tweede zwangerschap werd de release verschoven naar februari 2017. Het album werd onder de titel Momentum uitgebracht en behaalde de derde plaats van de iTunes Albumlijst. Met het album aan haar zijde ging Do eind 2018 langs een aantal theaters met de voorstelling 'Mijn Kleine Huis' waarin ze alle stukken van haar album live & akoestisch ten gehore bracht.
in 2018 bracht Do samen met DJ Dash Berlin een nieuwe versie van Heaven uit met verschillende remixen, waaronder een versie van W&W. Deze remix werd wereldwijd opgepikt door de festivals en was te horen tijdens grote Eindshows in o.a. Miami, Las Vegas, en Mexico. Heaven 2018 groeide daarmee uit tot een festivalhit.
In 2019 bracht Do samen met rapper Josylvio de Van Dik Hout klassieker 'Stil in mij' opnieuw uit, met als titel Stil in mij (Verspijkerd). De remake werd al snel bekroond met een gouden plaat.
In 2020 bracht Do samen met Wudstik het nummer 'Als ik de weg niet kwijt was' uit. Door de coronacrisis bleef promotie uit en is het nummer niet naar de radio gestuurd.
In 2022 was Do te horen in de reclame van NIBC direct met een remake van 'Een eigen huis', origineel van René Froger. Het nummer werd tevens uitgebracht op Spotify.

## Prijzen
In 2003 won Do een TMF Award als 'beste nieuwkomer'.
Dat jaar won ze ook de Dancestar Award in Miami voor beste single, met Heaven.
Tevens viel ze in Monaco in de prijzen tijdens de World Music Awards, en won ze de prijs voor 'Best Dutch Act'.
In 2004 werd ze genomineerd voor een Edison en won ze wederom een TMF Award, ditmaal voor 'beste Nederlandse zangeres'; ze versloeg daarbij Anouk. In datzelfde jaar won ze de allereerste Cosmopolitan FFF (Fun Fearless Female) Award in Amsterdam. In Los Angeles won Do de BMI Pop Award.
In 2012 won Do de Elegance Award, en de 100%NL Magazine Award voor beste interview.

## Televisie
Op 23 oktober 2004 maakte Do haar presentatiedebuut, als co-presentator van de Kids' Choice Awards op Nickelodeon, naast Erik van der Hoff.
In december 2006 werkte Do mee het televisieprogramma Dancing with the Stars op RTL 4 en behaalde ze met haar danspartner Erwin de eerste plaats tijdens de oudejaarsuitzending.
Vanaf oktober 2008 zat Do in de jury van het tweede seizoen van de Belgische X Factor, waar ze de categorie "Groepen" voor haar rekening nam.
Vanaf 20 augustus 2011 was Do te zien als jurylid in het VTM- en RTL 4-programma My name is. Datzelfde jaar was ze te zien als een van de deelnemers aan het twaalfde seizoen van het televisieprogramma  Expeditie Robinson, ze eindigde op de elfde plaats.
Bij SBS6 presenteerde Do onder meer:
- Van je vrienden moet je het hebben (2012)
- The Next Pop Talent (2013)
- Surprise surprise (2014–2015)
- Geld maakt gelukkig (2015)
- Lekker Nederlands (2015–2016), samen met Nick & Simon en Jurk!

In 2013 was Do een van de reisleiders in het RTL 5-programma Wie is de reisleider?.
In 2021 was Do een van de acht terugkerende oud-deelnemers van het 21e seizoen van het RTL 4-programma Expeditie Robinson, ze viel als 23e af en eindigde daarmee op de vierde plaats in de finale. Do was eerder te zien in het twaalfde seizoen van het programma. Ook was ze in 2021 te zien als Carol Singer in het live tv-evenement Scrooge Live. Deze rol nam zij over van Elske DeWall die deze oorspronkelijk zou spelen, maar voorafgaand aan het programma positief werd getest op corona.
In 2022 was Do een secret singer in het televisieprogramma Secret Duets. In datzelfde jaar deed ze mee aan het televisieprogramma Onmogelijke duetten. In 2024 deed ze samen met Loiza Lamers mee aan het televisieprogramma Hunted: Into the Wild VIPS. In datzelfde jaar zong Do samen met haar tante Monica in het televisieprogramma DNA Singers.

## Andere activiteiten
In 1997, 1998 en 2000 was Do te zien als Droomkoningin Antamea in de Efteling. Dit in een show die in het wachtrij-gedeelte van de attractie Droomvlucht te zien was.
In de zomer van 2004 verscheen de film Garfield in de bioscopen. In de Nederlandse versie van de film leende Do haar stem voor die van personage Liz.
In 2008 tekende Do een contract met lingerieketen Hunkemöller. Ze werd boegbeeld van het merk, en was twee jaar lang, tot december 2009, te zien op posters, etalagemateriaal, folders en andere reclame-uitingen.
Op 16 september 2008 ging Do een stapje verder en maakte ze in het Radio 538-programma van Lindo Duvall bekend dat zij een overeenkomst met Playboy had gesloten voor een naaktreportage in het mannenblad, dat op 11 december 2008 verscheen.
In 2010 en 2013 was Do de stem van Sam Sparks in de Nederlandstalige versie van de animatiefilm Cloudy with a Chance of Meatballs en Cloudy with a Chance of Meatballs 2.
Op 7 november 2010 liep Do voor het goede doel de Mutsaersstichting (stichting o.a. tegen huiselijk geweld) de marathon van New York, in een tijd van 4 uur 44 minuten en 19 seconden. Op 20 maart 2011 scherpte ze deze tijd aan tot 4 uur en 24 minuten tijdens de marathon van Los Angeles.
Do spreekt ook verschillende stemmen in voor films. Ze verzorgde in 2018 en 2021 de stem van Bea in de Nederlandse versie van Pieter Konijn en Peter Rabbit 2: The Runaway. In The Angry Birds Movie 2 (2019) verzorgde ze de Nederlandse stem van Silver. In 2016 en 2021 sprak Do de stem in van Rosita in de animatiefilms Sing en Sing 2.

## Privéleven
Do was van 2007 tot 2010 getrouwd, en in 2012 kwamen Do en haar ex-man weer bij elkaar. Het stel heeft samen een zoon en een dochter.
Drie weken voor de bevalling van haar zoontje op 2 januari 2014 maakte de hoogzwangere Do de single Ik wacht hier op jou en bijbehorende videoclip voor hem.

## Discografie

### Albums
| Album met eventuele hitnotering(en) in de Nederlandse Album Top 100 | Datum van verschijnen | Datum van binnenkomst | Hoogste positie | Aantal weken | Opmerkingen |
| ------------------------------------------------------------------- | --------------------- | --------------------- | --------------- | ------------ | ----------- |
| Do                                                                  | 2004                  | 03-07-2004            | 3               | 35           | Goud        |
| Follow me                                                           | 2006                  | 24-06-2006            | 8               | 15           |             |
| Zingen in het donker                                                | 19-02-2010            | -                     | -               | -            |             |
| Bubbles & bells                                                     | 02-12-2011            | 17-12-2011            | 63              | 3            | Platina     |
| Drie kleine kleutertjes en een dappere dodo                         | 2014                  | 07-11-2015            | 38              | 2            |             |
| Uncovered studio sessions                                           | 2015                  | -                     | -               | -            |             |
| Momentum                                                            | 2017                  | 25-02-2017            | 30              | 3            |             |

| Album met hitnotering(en) in de Vlaamse Ultratop 200 albums | Datum van verschijnen | Datum van binnenkomst | Hoogste positie | Aantal weken | Opmerkingen |
| ----------------------------------------------------------- | --------------------- | --------------------- | --------------- | ------------ | ----------- |
| Do                                                          | 2004                  | 24-07-2004            | 94              | 2            |             |
| Momentum                                                    | 2017                  | 25-02-2017            | 142             | 1            |             |

### Singles
| Single met eventuele hitnotering(en) in de Nederlandse Top 40 | Datum van verschijnen | Datum van binnenkomst | Hoogste positie | Aantal weken | Opmerkingen |
| ------------------------------------------------------------- | --------------------- | --------------------- | --------------- | ------------ | --- |
| Heaven                                                        | 2001                  | 09-02-2002            | 16              | 16           | met DJ Sammy & Yanou / Dancesmash op Radio 538 / Nr. 12 in de Single Top 100                                      |
| On and on                                                     | 2002                  | -                     | tip15           | -            | met Yanou / Nr. 75 in de Single Top 100                                                                           |
| Heaven (Yanou's Candlelight Mix)                              | 2002                  | 11-01-2003            | 5               | 13           | met DJ Sammy & Yanou / Nr. 4 in de Single Top 100                                                                 |
| Heaven (Unplugged)                                            | 2003                  | 25-01-2003            | 10              | 13           | Nr. 4 in de Single Top 100                                                                                        |
| 5 jaar (en nog lang niet klaar)                               | 2003                  | 01-11-2003            | 14              | 3            | Als onderdeel van BNN & Friends / Nr .12 in de Single Top 100                                                     |
| Voorbij                                                       | 2004                  | 28-02-2004            | 1(3wk)          | 15           | met Marco Borsato / Nr. 1 in de Single Top 100                                                                    |
| Love Is Killing Me                                            | 2004                  | 19-06-2004            | 6               | 8            | Nr. 11 in de Single Top 100                                                                                       |
| Angel by my side                                              | 2004                  | 09-10-2004            | 10              | 10           | Nr. 11 in de Single Top 100                                                                                       |
| Everyday is Christmas                                         | 2004                  | 25-12-2004            | 7               | 2            | Nr. 4 in de Single Top 100 / Platina                                                                              |
| Als je iets kan doen                                          | 2005                  | 15-01-2005            | 1(4wk)          | 9            | Als onderdeel van Artiesten voor Azië / Nr. 1 in de Single Top 100 / Best verkochte single van 2005 / Alarmschijf |
| Follow me                                                     | 2006                  | 08-04-2006            | 39              | 2            | Nr. 18 in de Single Top 100                                                                                       |
| Beautiful thing                                               | 2006                  | 08-07-2006            | 23              | 9            | Nr. 17 in de Single Top 100                                                                                       |
| I will                                                        | 2007                  | 17-02-2007            | tip9            | -            | Nr. 82 in de Single Top 100                                                                                       |
| On the topshelf                                               | 2008                  | -                     | -               | -            | met Inge van Kemenade / Nr. 25 in de Single Top 100                                                               |
| Zingen in het donker                                          | 23-11-2009            | -                     | -               | -            | Nr. 57 in de Single Top 100                                                                                       |
| Hij gelooft in mij                                            | 2011                  | 21-05-2011            | 16              | 8            | Nr. 1 in de Single Top 100 / Goud                                                                                 |
| Vijf jaar                                                     | 2011                  | -                     | -               | -            | promo-single / met Pieter van der Zweep / Nr. 84 in de Single Top 100                                             |
| Koningslied                                                   | 19-04-2013            | 27-04-2013            | 2               | 4            | als onderdeel van Nationaal Comité Inhuldiging / Nr. 1 in de Single Top 100                                       |
| Habibi I love you                                             | 22-11-2013            | 30-11-2013            | tip2            | -            | met Chawki & Pitbull / Nr. 5 in de Single Top 100                                                                 |
| Kerstmis vier je samen                                        | 2014                  | 13-12-2014            | tip25           | -            | als onderdeel van Eenmaal Voor Allen / Nr. 68 in de Single Top 100                                                |
| Stil in mij (Verspijkerd)                                     | 2019                  | 21-12-2019            | tip2            | -            | met Josylvio / Nr. 23 in de Single Top 100                                                                        |
| Hetzelfde                                                     | 2023                  | -                     | -               | -            | met Frenna / Nr. 75 in de Single Top 100                                                                          |

| Single met hitnotering(en) in de Vlaamse Ultratop 50 | Datum van verschijnen | Datum van binnenkomst | Hoogste positie | Aantal weken | Opmerkingen                                       |
| ---------------------------------------------------- | --------------------- | --------------------- | --------------- | ------------ | ------------------------------------------------- |
| Heaven                                               | 2001                  | 23-03-2002            | 14              | 10           | met DJ Sammy & Yanou / Nr. 4 in de Radio 2 Top 30 |
| Heaven (Candlelight remix)                           | 2002                  | 15-02-2003            | 4               | 15           | met DJ Sammy & Yanou                              |
| Voorbij                                              | 2004                  | 06-03-2004            | 2               | 16           | met Marco Borsato / Nr. 2 in de Radio 2 Top 30    |
| Love is killing me                                   | 2004                  | 03-07-2004            | 40              | 1            | Nr. 30 in de Radio 2 Top 30                       |
| Koningslied                                          | 2013                  | 11-05-2013            | 41              | 1            | als onderdeel van Nationaal Comité Inhuldiging    |
| Degene die gaat                                      | 2018                  | 27-10-2018            | tip*            |              | met Mathieu & Guillaume                           |

### NPO Radio 2 Top 2000
| Nummers met noteringen in de NPO Radio 2 Top 2000 | '06  | '07  | '08  | '09  | '10  | '11  | '12  |
| ------------------------------------------------- | ---- | ---- | ---- | ---- | ---- | ---- | ---- |
| Heaven                                            | 1055 | 1248 | 1798 | 1749 | 1869 | 1599 | 1925 |
| Voorbij (met Marco Borsato)                       | -    | 1223 | -    | 890  | -    | -    | -    |

1. ↑  Een '-' betekent dat het nummer niet was genoteerd en een vetgedrukt getal geeft de hoogste notering van een nummer aan.
2. ↑  2006 was het eerste jaar met een notering voor Do.
3. ↑  Deze tabel is bijgewerkt tot en met de meest recente editie (2024).

## Galerij

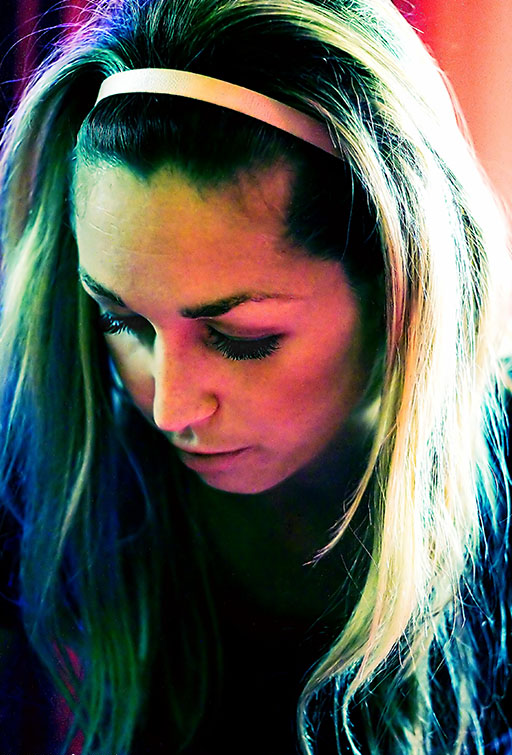
Do signeert tijdens haar Fandag 2006.
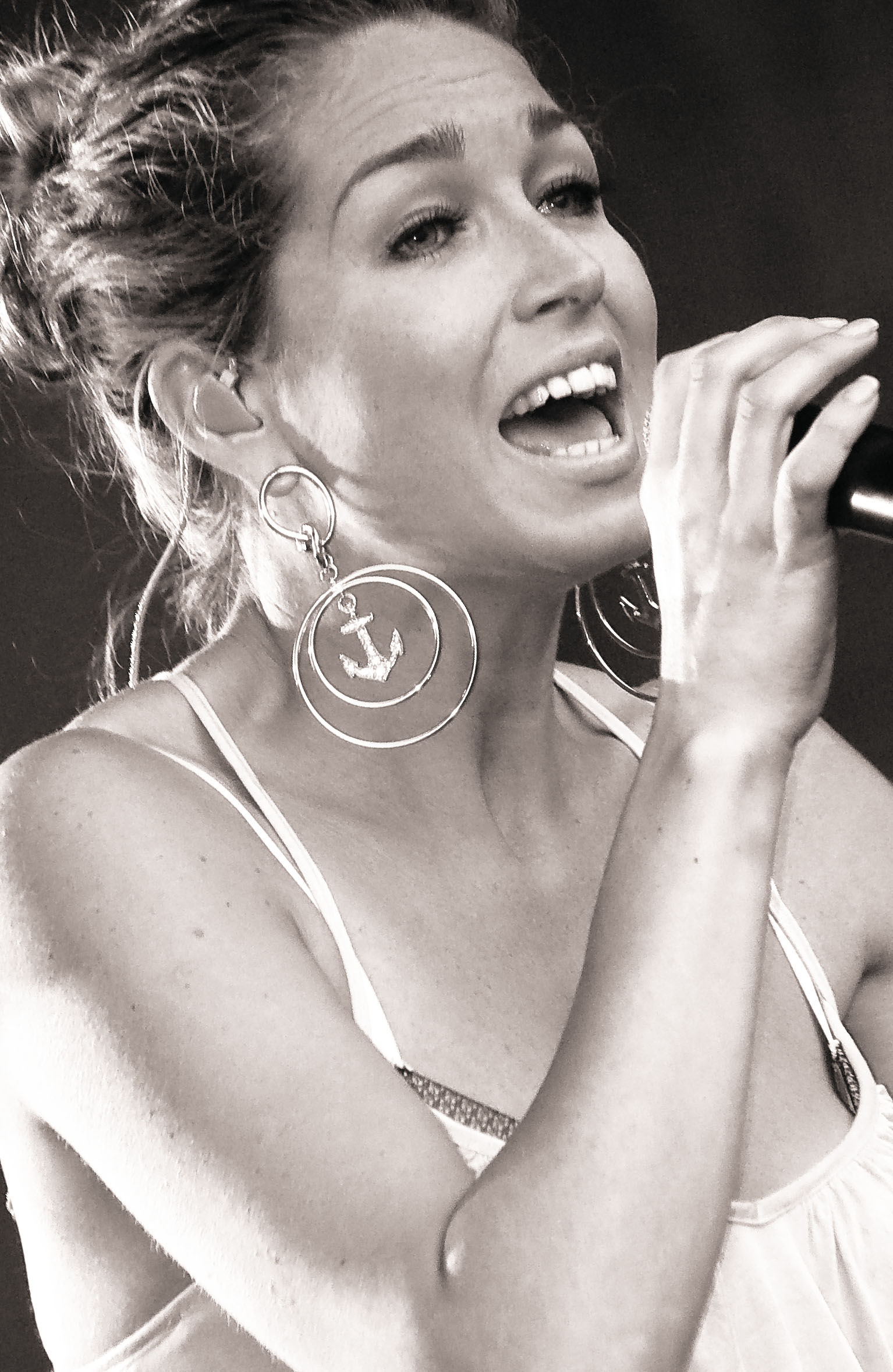
Live in juni 2007
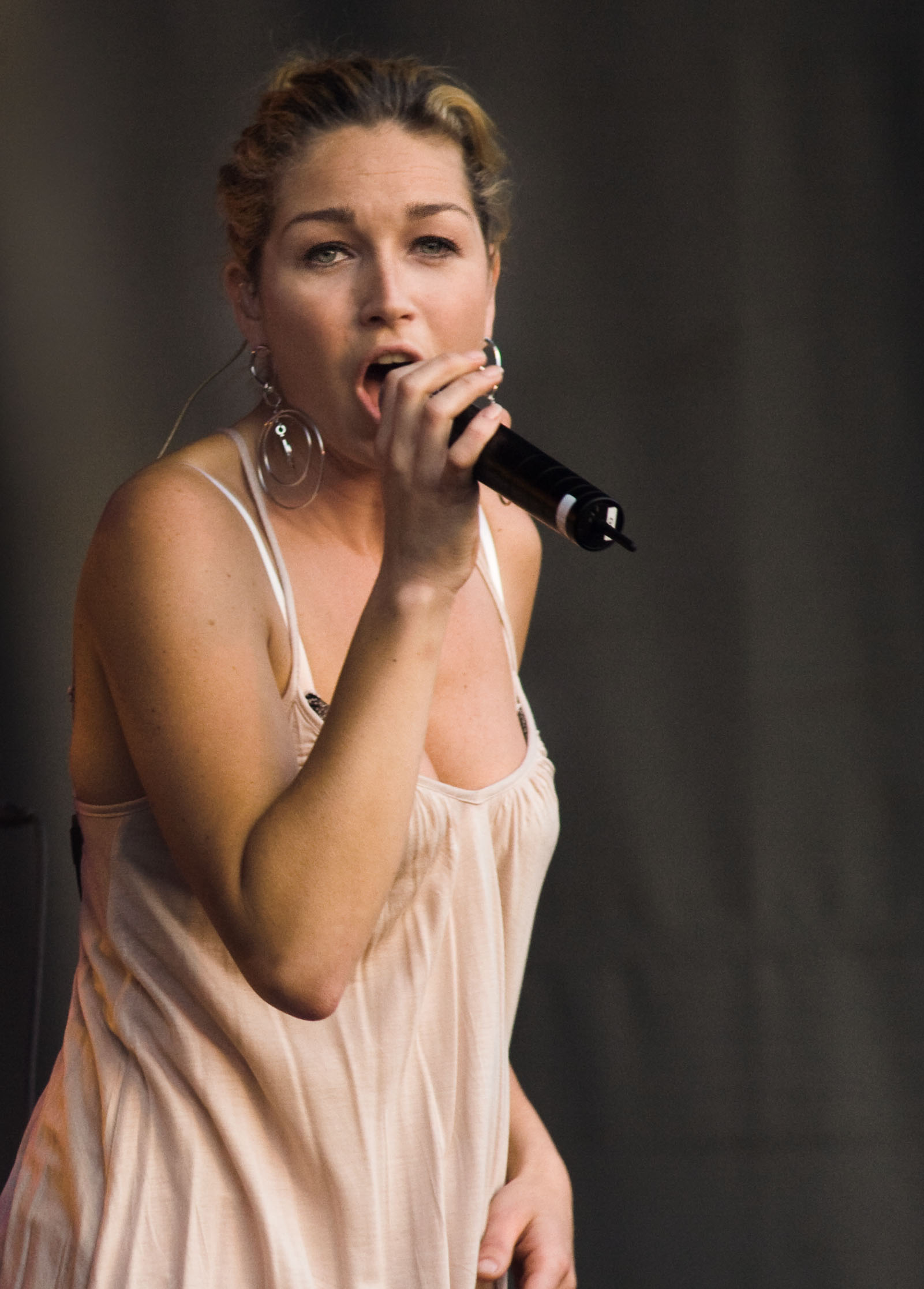
Live in juni 2007